# La Puce (film, 1907)
Pour plus de détails, voir Fiche technique et Distribution.
La Puce est un film muet français réalisé par Louis Feuillade, sorti en 1907.

## Fiche technique
- Titre original : La Puce
- Réalisateur : Louis Feuillade
- Producteur :
- Sociétés de production : Pathé Frères, Société des Etablissements L. Gaumont
- Sociétés de distribution : Pathé Frères, Société des Etablissements L. Gaumont
- Pays de production :  France
- Langue : film muet avec les intertitres en français
- métrage : 40 mètres
- Format : Noir et blanc — 35 mm — 1,33:1 — Muet
- Genre :
- Durée : 1 minute 20
- Dates de sortie : 
  - France : 1907

## Distribution
- Renée Carl